# جیانی ماسکولو
جیانی ماسکولو (به انگلیسی: Gianni Mascolo) (زاده ۳ نوامبر ۱۹۴۰-درگذشته ۲۱ دسامبر ۲۰۱۶) خواننده ایتالیایی بود.
او نماینده سوئیس در یوروویژن ۱۹۶۸ بود.